# Relations entre les États-Unis et la Somalie
La Somalie, un des pays les plus pauvres et les plus instables du monde, intéresse surtout la politique étrangère des États-Unis d'un point de vue humanitaire et sécuritaire. Pendant la guerre froide, la rivalité des États-Unis et de l'URSS les amène à soutenir alternativement la Somalie et l'Éthiopie, son rival régional. À partir de 1990, la guerre civile somalienne plonge le pays dans le chaos : l'intervention militaire américaine de 1992-1993 est un échec. Par la suite, les États-Unis entretiennent une présence militaire limitée au nom de la guerre contre le terrorisme en raison des liens entre le réseau djihadiste Al-Qaïda et les chebabs somaliens. Après une quasi-rupture sous la présidence de Donald Trump, la coopération entre la Somalie et les États-Unis se rétablit sous la présidence de Joe Biden. Une communauté de la diaspora somalie (en) vit aux États-Unis.

## Historique

### Le front est-africain de la guerre froide (1960-1990)

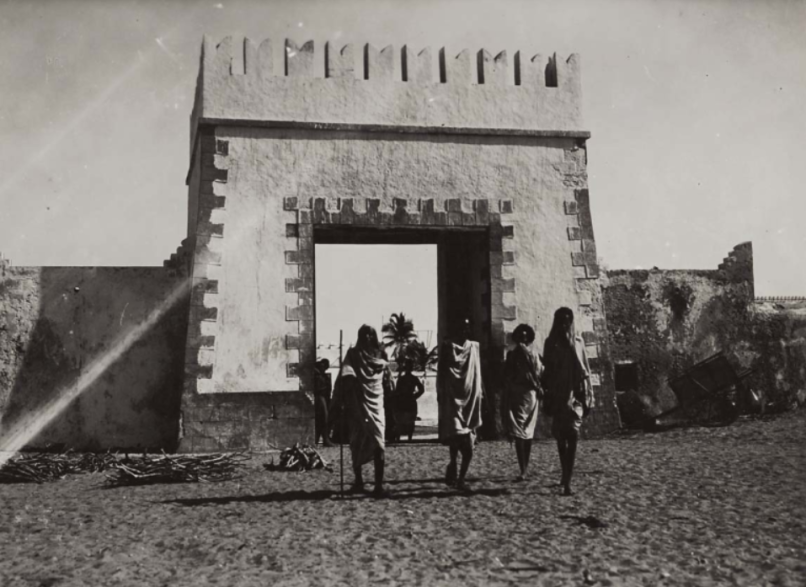
Porte de Merka sur l'océan Indien en 1928.

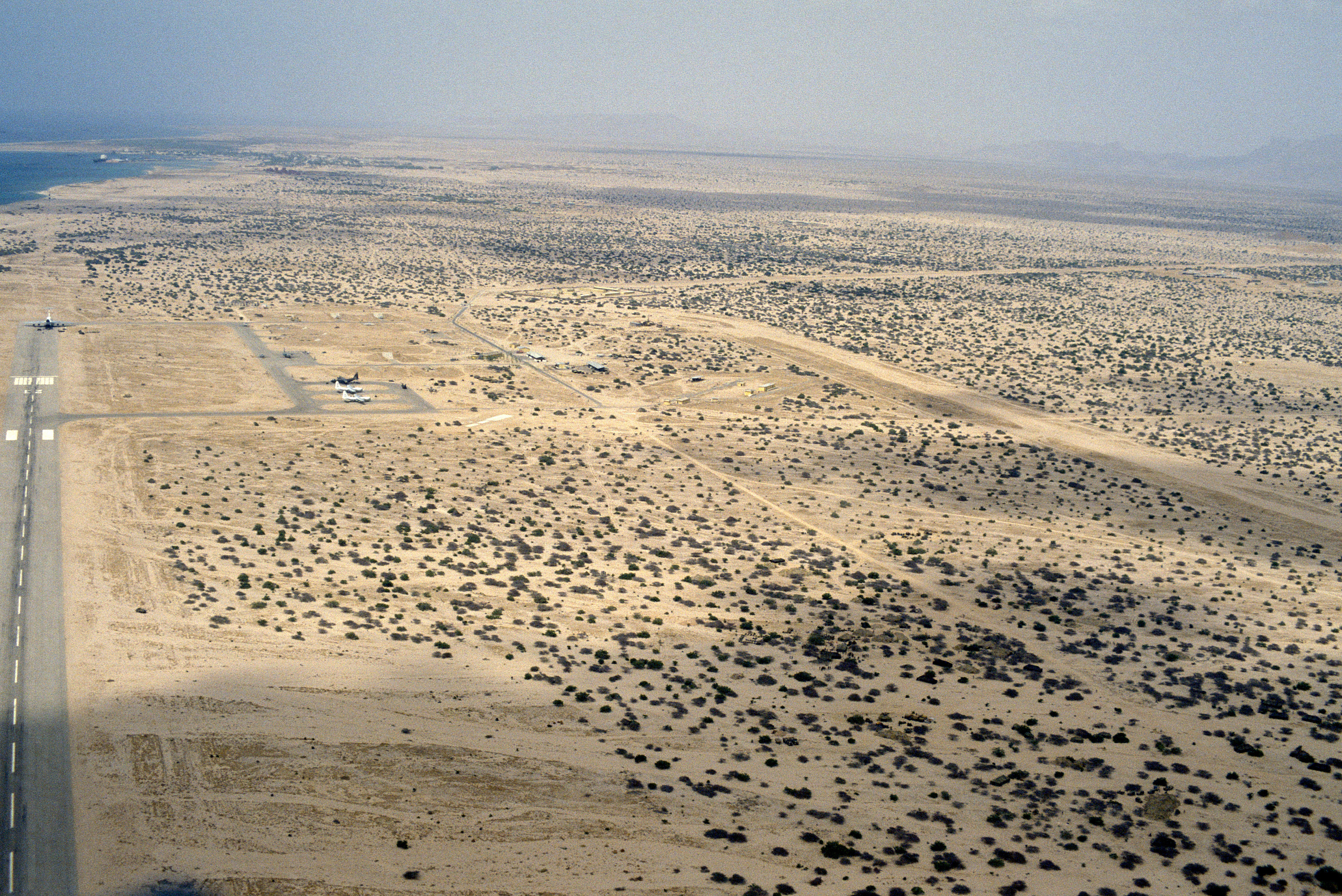
Atterrissage d'avions-cargos américains C-130 Hercules à Berbera dans le cadre de l'exercice Bright Star en 1983.

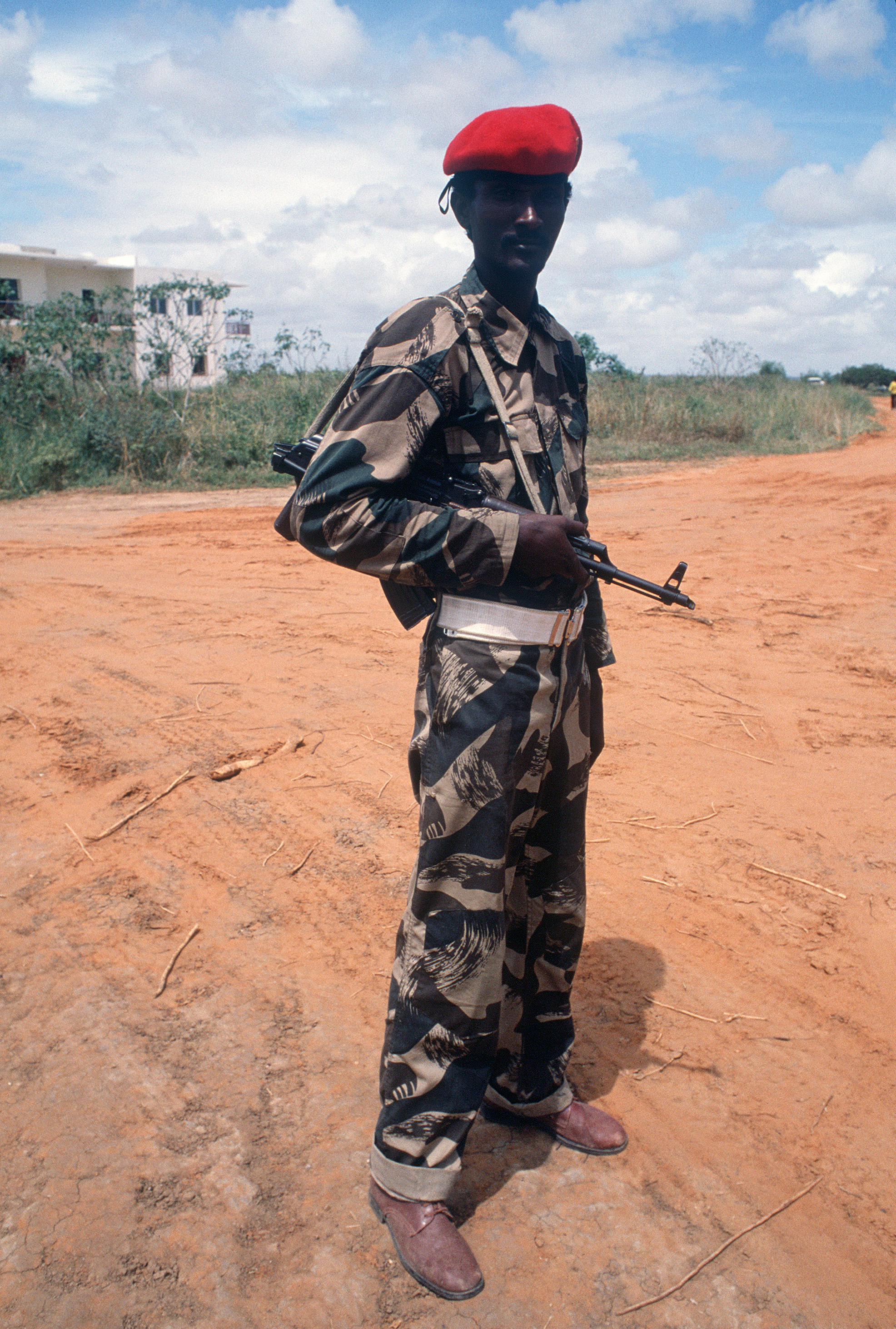
Un soldat somalien pendant l'exercice commun Bright Star en janvier 1985.

En 1828, le brick Ann de Salem (Massachusetts), capitaine Charles Millett, est le premier Américain connu à faire escale dans les ports somalis de Merka et Brava. Le premier consulat américain à Mogadiscio ouvre en 1957, un peu avant l'indépendance du pays.
La Somalie accède à l'indépendance en 1960 par l'unification de deux colonies européennes : la Somalie italienne et le Somaliland britannique. Dans les années 1960, les États-Unis sont présents en Somalie par l'aide au développement et l'investissement privé : 3 500 entreprises et 300 associations basées aux Etats-Unis ont une activité en Somalie, à quoi s'ajoutent des partenariats avec les universités et autres institutions publiques. L'Agence des États-Unis pour le développement international fournit une aide à la Somalie de 1960 à 1999.
Le coup d'état militaire de 1969, qui porte au pouvoir le général Mohamed Siad Barre, et le traité d'amitié entre l'URSS et la Somalie amènent les États-Unis à réduire fortement leur coopération avec cette dernière. En décembre 1969, la Somalie expulse les volontaires du Peace Corps et, en avril 1970, un certain nombre d'officiels américains. En juin 1970, les  États-Unis tentent de faire interdire la navigation de navires sous pavillon somalien à destination du Vietnam du Nord. Cependant, la Somalie obtient encore 6 millions de dollars de prêts des  États-Unis en 1970. Les évolutions de la Corne de l'Afrique jusqu'en 1990 tiennent à la fois à la guerre froide américano-soviétique et à la rivalité régionale entre l'Éthiopie, pays le plus vaste et le plus peuplé de la région, et la Somalie qui entretient un projet de Grande Somalie réunissant les populations d'ethnie somalie divisées entre cinq pays. La position stratégique des deux pays africains, le long des voies maritimes qui relient le bassin pétrolier du Moyen-Orient et la mer Rouge aux marchés occidentaux, en fait un enjeu pour les deux superpuissances. Les États-Unis entretiennent longtemps une relation privilégiée avec l'Éthiopie de l'empereur Haïlé Sélassié tandis que la Somalie mise sur le soutien de l'URSS. La révolution éthiopienne de 1974 entraîne un renversement des alliances : la junte militaire éthiopienne rompt avec les États-Unis et, pendant la guerre de l'Ogaden de 1977-1978, reçoit un fort soutien militaire soviétique et cubain tandis que le régime somalien se tourne vers Washington,.
Cependant, la base de Berbera est peu utile aux Américains qui ont de meilleures positions à Diego Garcia et dans plusieurs pays arabes. En 1988, en raison de la montée de la guérilla du Mouvement national somalien dans le nord du pays, les Américains évacuent Berbera et transfèrent leur personnel à Djibouti. Ils ne font que très peu usage de leur base somalienne pendant la guerre du Golfe de 1990-1991. Le Congrès américain proteste de plus en plus contre les violations des droits de l'homme par le régime de Siad Barre : l'aide militaire américaine à la Somalie tombe de 34 millions de dollars en 1984 à 6 millions en 1988.

### Guerre civile et échec de l'intervention américaine (1990-2014)

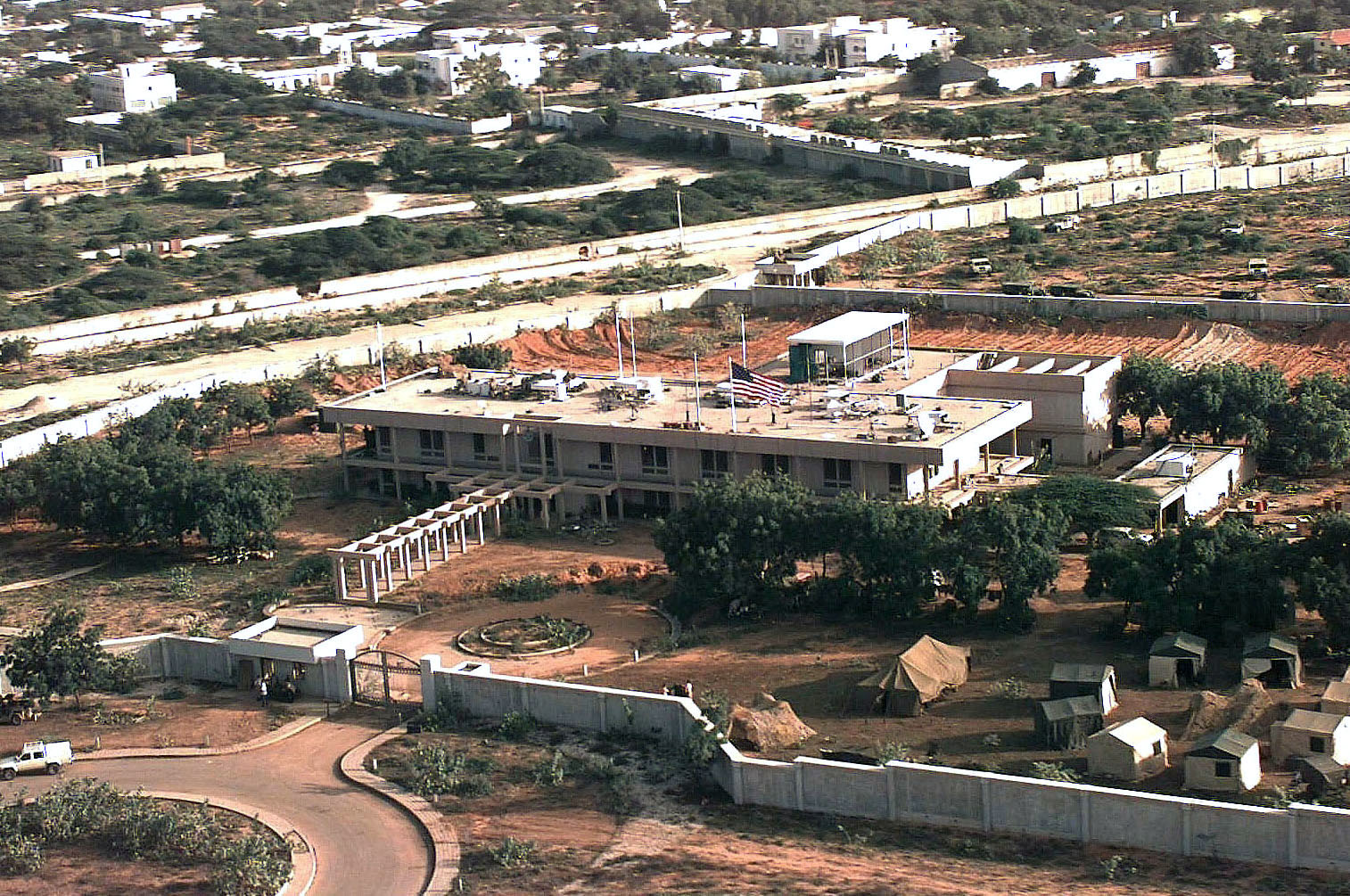
Terrain de l'ambassade des États-Unis à Mogadiscio transformé en base de la mission UNITAF en décembre 1992.

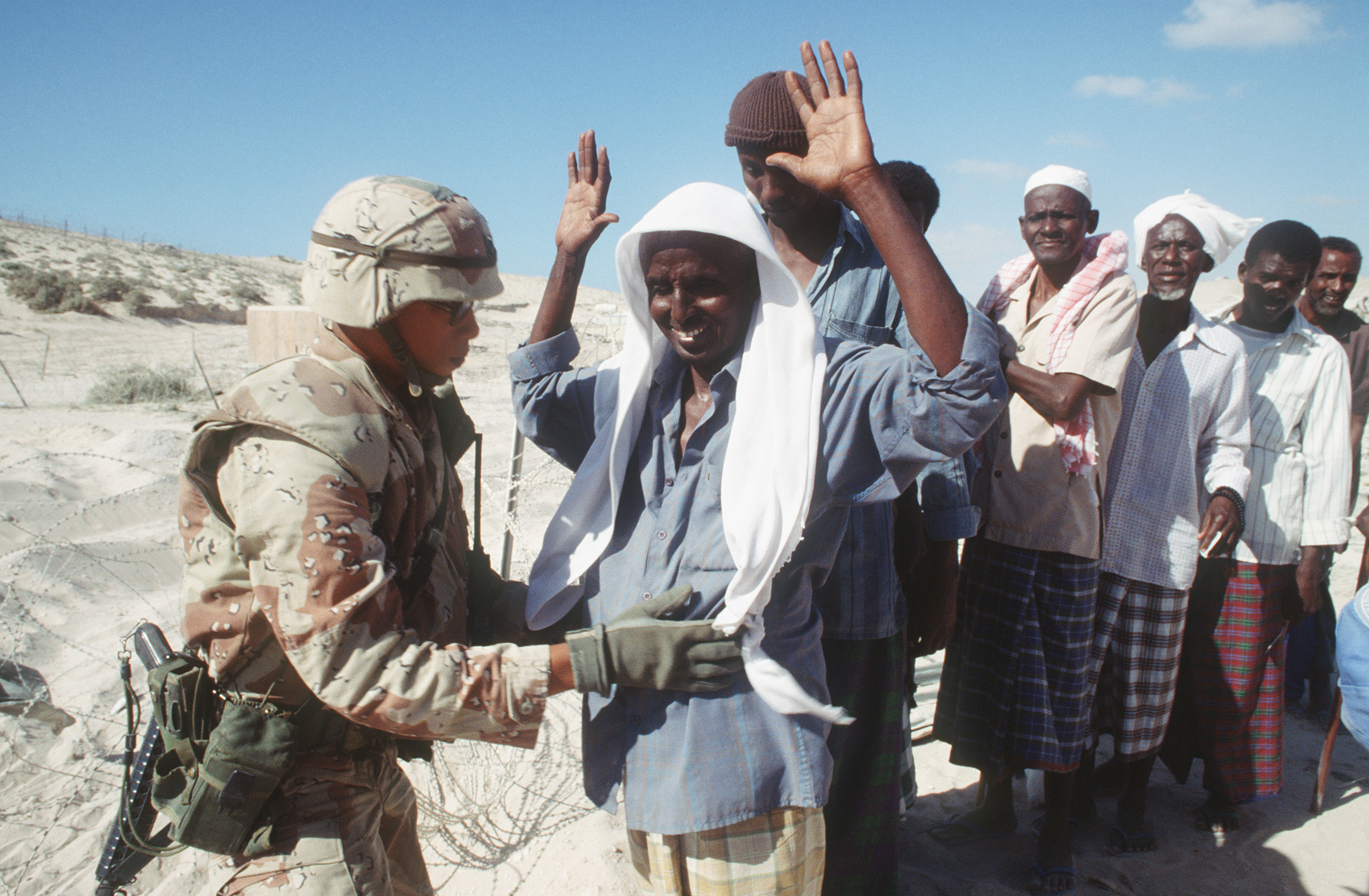
Fouille corporelle de civils somaliens par la police militaire américaine avant une visite médicale en février 1994.

Plusieurs fronts rebelles se constituent dans le nord et le centre du pays, avec le soutien de l'Éthiopie, et menacent la capitale. En 1990, la Somalie se trouve en cessation de paiement de ses dettes, ce qui entraîne une suspension de l'aide financière américaine. En janvier 1991, pendant les affrontements de Mogadiscio, l'ambassade des États-Unis (en) est mise à sac par la foule, ce qui entraine son évacuation. La chute de Siad Barre ouvre la première phase de la guerre civile somalienne : les services diplomatiques américains sont transférés à Nairobi au Kenya.
La guerre civile, accompagnée de la sécheresse, de la famine de 1991-1992 et de la montée de la piraterie dans les eaux somaliennes amènent la communauté internationale à se saisir de la question. Une première mission internationale déployée entre avril et décembre 1992 n'apporte qu'un palliatif : les États-Unis ouvrent un pont aérien depuis le Kenya et livrent 145 000 tonnes de nourriture mais les chefs de guerre locaux barrent les routes et détournent l'aide. En décembre, le Conseil de sécurité des Nations unies décide l'envoi d'une force militaire, l'UNITAF, pour s'interposer entre les factions armées et assurer le transport de l'aide internationale. Les États-Unis, seule superpuissance depuis l'effondrement de l'URSS, fournissent 75% du financement et 25 426 soldats sur 38 301 sous le commandement du général américain Robert B. Johnston (en). L'opération Restore Hope (« Restaurer l'espoir ») est d'abord un succès : les troupes américaines débarquent sous les caméras et, sans rencontrer de résistance, se déploient dans les principales villes et sur les axes routiers. L'UNITAF répare 2 000 km de route, reconstruit des ponts, creuse des puits et ouvre des hôpitaux. Les chefs de guerre acceptent de remettre une partie de leurs armes mais dissimulent le reste pour préparer leur revanche. Faute de gouvernement national reconnu, l'UNITAF ne peut maintenir qu'une paix provisoire et, à son départ, toutes les installations sont pillées. La seconde opération des Nations unies, à partir de mars 1993, se fait sous un général turc et avec une moindre participation américaine : 2 600 hommes des services logistiques et 1 100 des commandos.
En octobre 1993, les forces spéciales américaines des Task Force Rangers tentent de liquider le général Mohamed Farrah Aidid, un des chefs de guerre les plus récalcitrants. La bataille de Mogadiscio coûte 19 morts et deux hélicoptères UH-60 Black Hawk aux Américains, plusieurs centaines de morts aux Somaliens, mais les images de corps de soldats américains traînés dans les rues au milieu des chants et danses de la foule traumatisent l'opinion américaine et entraînent le retrait de leurs combattants.
En raison de la situation sécuritaire, l'aide au développement est suspendue en 2000 tandis que l'aide humanitaire est maintenue
.
L'intervention éthiopienne en Somalie, à partir de 2007, contre les islamistes de l'Union des tribunaux islamiques, bénéficie d'un fort soutien aérien des Américains à partir de leur base de Djibouti malgré les protestations du président djiboutien. Les prisonniers sont remis pour interrogatoire à des officiers éthiopiens et américains ; on ignore généralement ce qu'ils deviennent ensuite.

### Retour, rupture et rétablissement des relations (2014-présent)

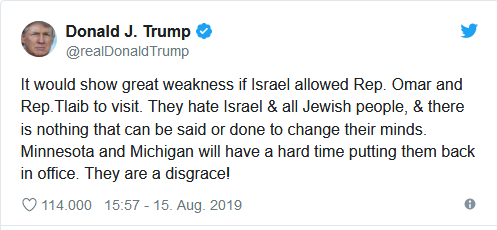
Message sur Twitter du président américain Donald Trump dénonçant la visite en Israël de la représentante somali-américaine Ilhan Omar le 15 août 2019.

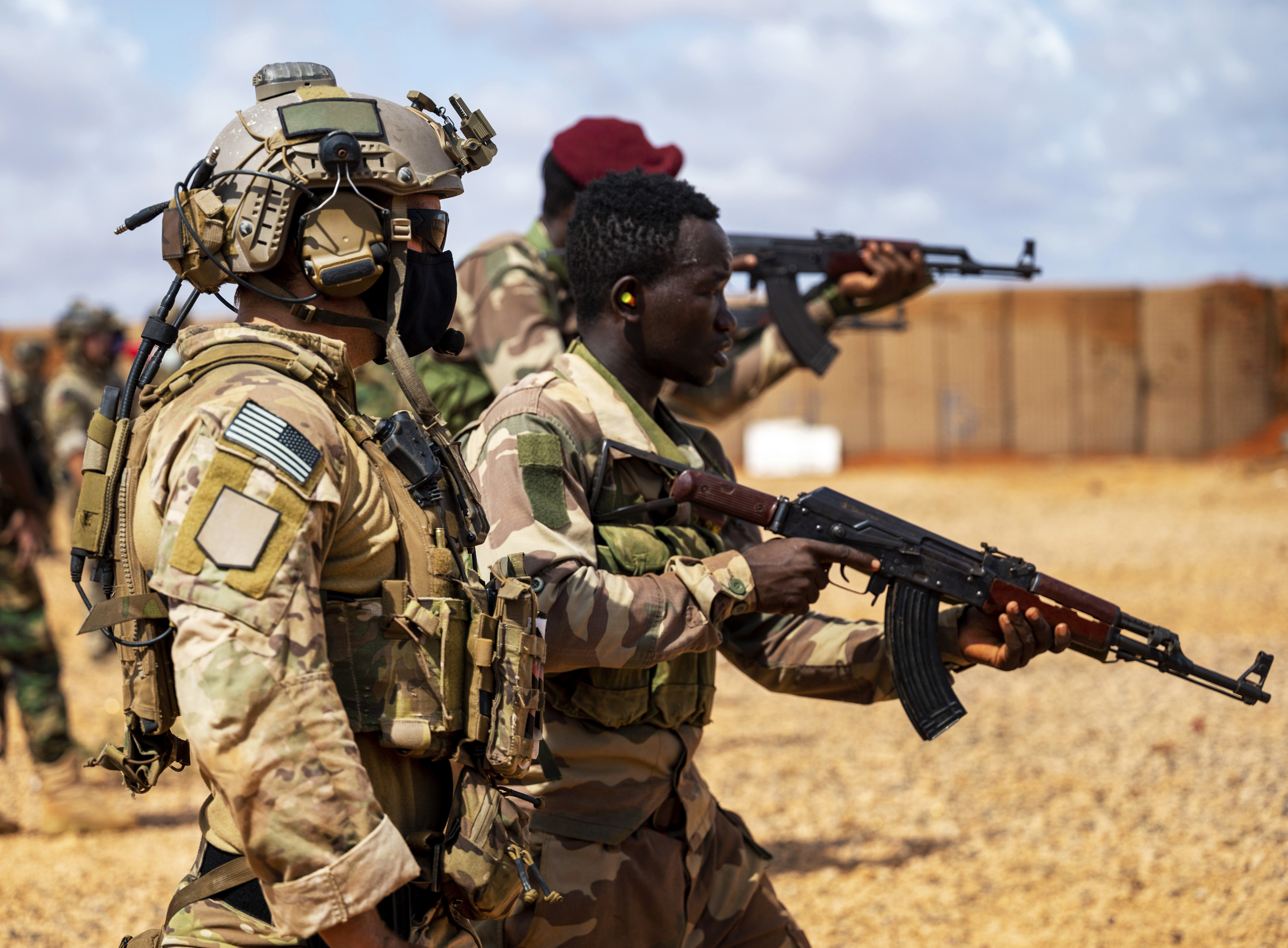
Entraînement des forces spéciales somaliennes Danab à la base de Baledogle sous contrôle militaire américain en avril 2021.

À partir de 2014, les Américains réintroduisent une présence militaire discrète en Somalie : ils déploient des drones et des instructeurs pour combattre les chebabs somaliens, alliés du réseau djihadiste Al-Qaïda. La « guerre des drones » culmine en 2019 avec 63 frappes.
Le 27 janvier 2017, le président Donald Trump promulgue le décret présidentiel 13769, intitulé « Protéger la Nation de l'entrée de terroristes étrangers aux États-Unis », qui interdit l'entrée sur le territoire des citoyens d'Irak, Iran, Libye, Somalie, Soudan, Syrie et Yémen. Ce décret controversé, critiqué comme discriminatoire envers les musulmans, est validé par la Cour suprême des États-Unis le 26 juin 2018.
En octobre 2019, Donald Trump, en tournée dans le Minnesota, annonce son intention d'y interdire l'installation de réfugiés venus de Somalie, un des pays visés par le décret de janvier 2017. Cette attaque vise particulièrement une de ses opposantes les plus actives, la représentante démocrate somalo-américaine Ilhan Omar, élue du Minnesota.
Le 5 décembre 2020, le président Donald Trump ordonne le retrait de la quasi-totalité des troupes américaines de Somalie. La mission militaire américaine, basée à Kismaayo, Baledogle et Mogadiscio, était destinée à combattre les djihadistes d'Al-Qaïda, notamment en assurant la formation du Danab, les forces spéciales somaliennes destinées à éliminer physiquement les chefs rebelles.
À partir de 2021, le président américain Joe Biden réintroduit l'aide militaire au gouvernement somalien contre les chebabs. Les frappes de drones et la formation du Danab reprennent. En 2023, la consolidation du gouvernement somalien, appuyé par les États-Unis et plusieurs États africains, permet d'envisager une victoire sur les chebabs.

## Économie et aide humanitaire

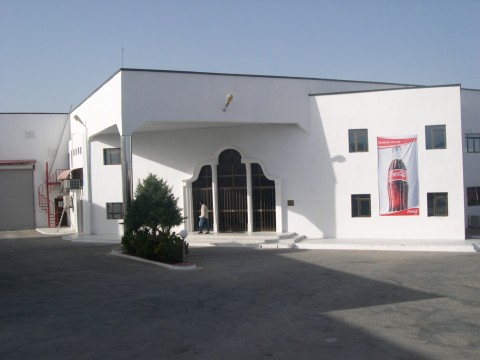
Publicité de Coca-Cola à Mogadiscio en juin 2006.

La Somalie est un des pays extrêmement pauvres de la Corne de l'Afrique : son produit national brut est estimé à 1 100 dollars par habitant en 2021 dont 60 % viennent de l'agriculture. Sa production de minerais et d'hydrocarbures est pratiquement nulle. Après 30 ans de guerre civile, ses infrastructures sont à reconstruire et son environnement fortement menacé. Sa balance commerciale est structurellement déficitaire : ses exportations sont estimées à 819 million de dollars en 2014 avec pour principaux partenaires les Émirats arabes unis (47 %), l'Arabie saoudite (19 %), l'Inde (5 %) et le Japon (5 %) tandis que ses importations, estimées à 94,4 milliards de dollars en 2018, viennent des Émirats arabes unis (32 %), de Chine (20 %), de l'Inde (17 %) et de Turquie (7 %). Ses échanges avec les États-Unis sont très faibles : 25 millions de dollars en 2021.
En 2023, les États-Unis sont le principal donneur d'aide humanitaire à la Somalie avec 480 millions de dollars, suivis par l'Allemagne (38 millions) et le Japon (10 millions).

## Diaspora somalienne aux États-Unis

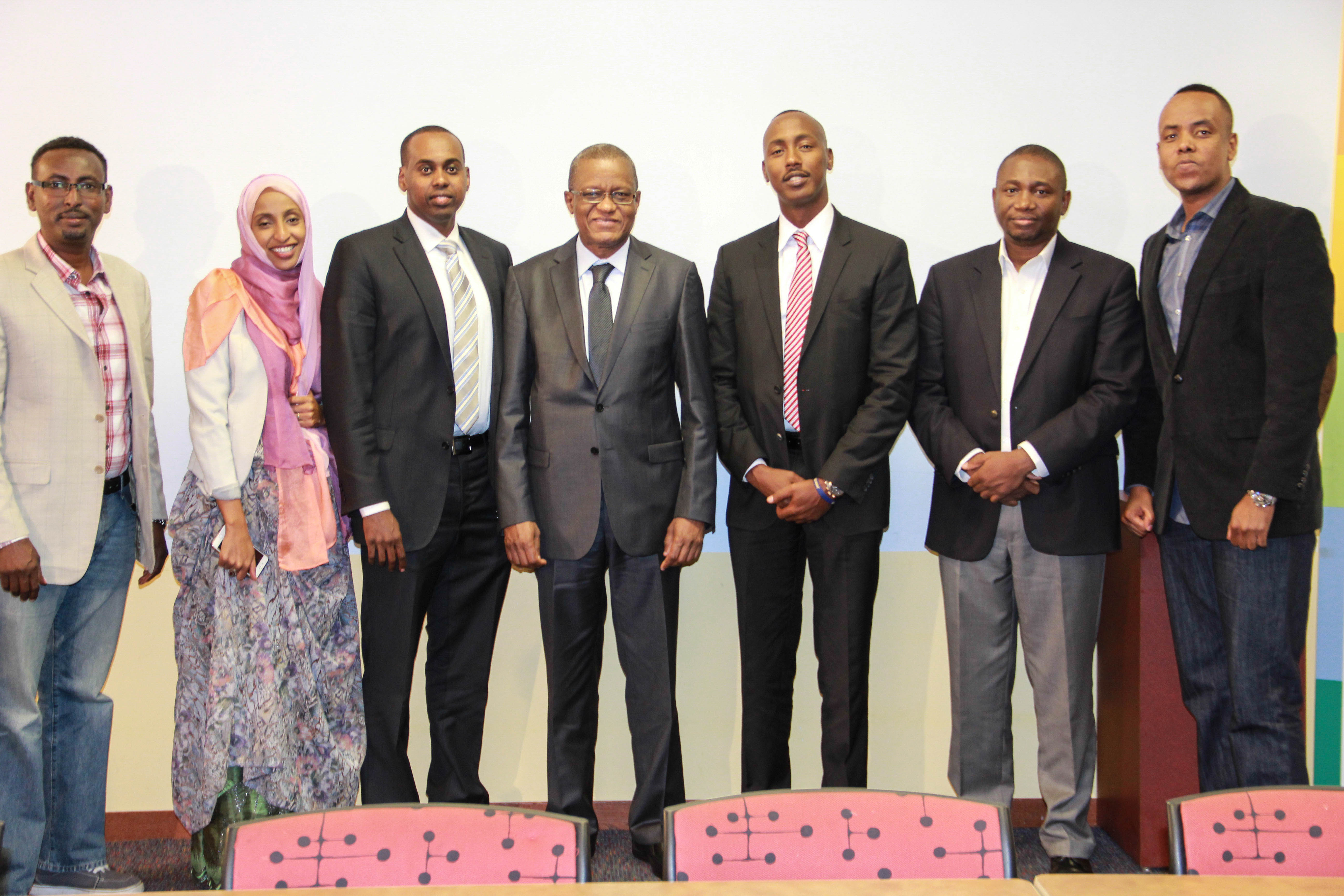
Maman Sambo Sidikou (au centre), représentant de l'Union africaine et de la Mission de l'Union africaine en Somalie, visite l'association des policiers somaliens du Minnesota en septembre 2015.

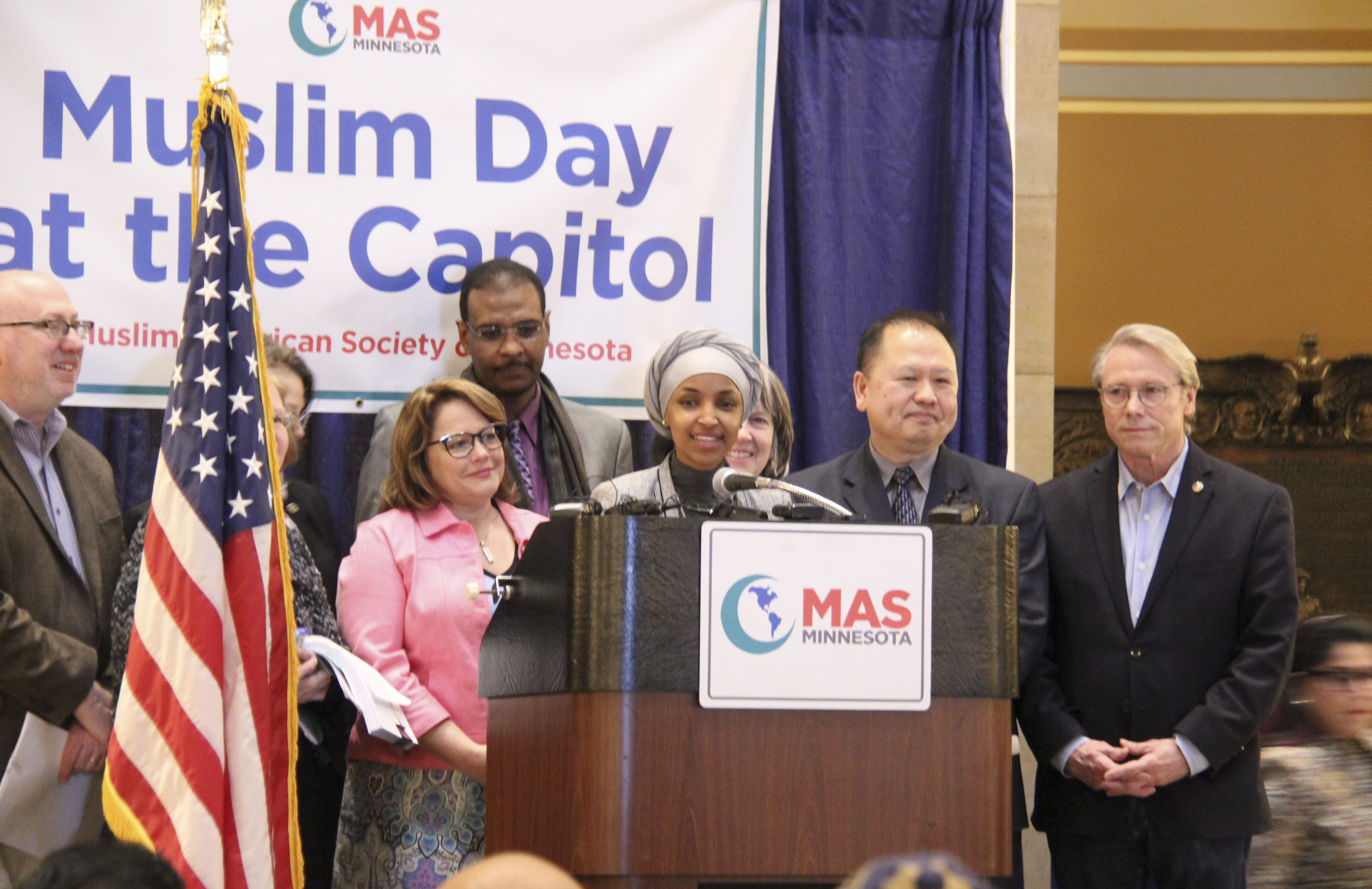
La représentante somali-américaine Ilhan Omar (en foulard) lors de la célébration du Jour des Musulmans au Capitole du Minnesota le 29 mars 2017.

Dans les années 1920, seuls un petit nombre de marins et étudiants somalis résident aux États-Unis. En 1980, ils ne sont pas plus d'un millier. Le recensement des communautés aux États-Unis en 2010 indique que 85 700 personnes d'ascendance somalie vivent aux États-Unis dont 25 000 dans le Minnesota. Le recensement de 2008-2012 indique 76 205 natifs de Somalie aux États-Unis dont 17 320 dans la triple agglomération de Minneapolis, Saint-Paul et Bloomington (Minnesota), 8 280 à Columbus (Ohio), 6 280 dans l'agglomération de Seattle, Tacoma et Bellevue (Washington).
En septembre 2016 à Saint-Cloud (Minnesota), un jeune Somali-Américain blesse à coups de couteau dix clients d'un centre commercial avant d'être abattu par un policier ; ses motivations restent obscures bien que cette attaque soit revendiquée par l'État islamique. Plusieurs dizaines de jeunes hommes somali-américains sont arrêtés sur le soupçon d'avoir voulu rejoindre des groupes extrémistes à l'étranger. En 2017, le décret du président Donald Trump interdisant l'entrée des Somaliens aux États-Unis provoque l'inquiétude des Somalis-Américains qui craignent d'être coupés de leur famille ou de ne pas pouvoir revenir en Amérique s'ils font un séjour dans leur pays natal,.
La Somali-Américaine Halima Aden est la première mannequin en hijab à s'être imposée dans les médias et concours de mode américains. Elle fait la couverture de Vogue en 2017.

## Dans la culture
Le roman d'espionnage The Lion and the Jackal, de Samuel J. Hamrick (en) (W.T. Tyler), paru en 1988, raconte les déboires d'un diplomate américain dans le conflit entre l'Éthiopie et la Somalie (appelée « Jubba »),.
Depuis les années 1990, compte tenu de la situation chaotique du pays, l'industrie cinématographique somalienne s'est principalement développée à Columbus (Ohio), surnommée « Somaliwood ». Plusieurs chaînes privées somaliennes, transmises par satellite, sont basées aux États-Unis : Somali TV of Minnesota et Dalmar TV à Columbus.
Plusieurs films américains s'inspirent des événements de Somalie. La Chute du faucon noir, film américano-britannique par Ridley Scott sorti en 2001 et adapté du livre Black Hawk Down: A Story of Modern War du journaliste américain Mark Bowden, a pour cadre les affrontements de 1993 à Mogadiscio entre les militaires américains et les rebelles somaliens. Capitaine Phillips par Paul Greengrass, sorti en 2013 ; Fishing without Nets (en) par Cutter Hodierne, sorti en 2014 ; et The Pirates of Somalia par Bryan Buckley, sorti en 2017, ont pour cadre la piraterie somalienne. L'acteur américano-somalien Barkhad Abdi obtient le British Academy Film Award du meilleur acteur dans un second rôle pour Capitaine Phillips,.